# Сапожков, Юрий Михайлович
Юрий Михайлович Сапожков (16 марта 1940, село Ильинка, Рязанская область, СССР — 5 июня 2013) — белорусский поэт, журналист. Член Союза журналистов СССР (1963).

## Биография
Юрий Сапожков родился 16 марта 1940 года в селе Ильинка Рязанской области в семье медиков. В 1957 году окончил Воеводскую среднюю школу Марушинского района Алтайского края. Работал слесарем-инструментальщиком на Гусевском заводе светотехнической арматуры. В 1967 году окончил филологический факультет Белорусского государственного университета. В 1967—1975 годы работал в газете «Советская Белоруссия». С 1975 года работал в журнале «Нёман». В 1976 году стал собственным корреспондентом Белорусского отделения Агентства печати Новости по БССР, где проработал до 1986 года. С 1986 по 1992 года проходил стажировку в индийском Информцентр АПН в Дели, выпуская журнал «Soviet Land». С 1993 по 1997 годы — главный редактор отдела зарубежных связей минского издательства «ИнтерДайджест». Работал в редакциях журналов «Всемирная литература» и «Нёман».

## Творчество
Произведения поэта публиковали «Литературная газета», журналы «Юность», «Молодая гвардия», «Пересвет», «Нёман», «Полымя», «Немига литературная», «Всемирная литература». Они включены в Антологию «Современная русская поэзия Беларуси» (2003), Хрестоматию «Минская школа на рубеже ХХ-ХХI вв.» (2007), Антологию «Современное русское зарубежье» (2008), Антологию писателей русского зарубежья «Берега России» (2010), представлены в сборниках «Мы храним тебя, Беларусь» (2008), «Пушкин в Британии» (2009), поэтических альманахах «Созвучье слов живых» (2009, 2011), «Созвучие сердец. Беларусь — Армения» (2013). Составитель книги стихов Евгения Евтушенко «Сережка ольховая», вышедшего в Минске (2010).
Автор литературно-критических эссе: «На просторе слова» (2008), «Меж духом и словом» (2012); очерковых книг: «Несущие свет» (1976), «Першы універсітэт Беларусі» (1972), «Время и люди» (1972), «Сердце помнит» (1977), «Белоруссия» (1982, переведена на немецкий и английский).
Переводчик поэзии с белорусского и английского языков. Автор первого поэтического прочтения с английского книги The Prophet ― «Пророк» (2010) поэта и философа XX века Халиля Джебрана.

## Награды
- Премия Союза журналистов БССР (1970, 1971)
- «Серебряный лауреат» международного турнира литературного перевода в Лондоне (2009)